# Yabisi guaba
Yabisi guaba is een spinnensoort in de taxonomische indeling van de Hersiliidae.
Het dier behoort tot het geslacht Yabisi. De wetenschappelijke naam van de soort werd voor het eerst geldig gepubliceerd in 2004 door Rheims & Antonio D. Brescovit.